# Maximilien de Hovyne
 (août 2018).
Maximilien de Hovyne (en religion Maximilien de Sainte-Marie-Madeleine), né à Tournai à la fin du XVIe siècle ou au début du XVIIe siècle et mort en 1662, était un carme déchaux, théologien et poète latin.

## Biographie
Il est né fils de Laurent de Hovyne, et entra dans l'ordre des Carmes déchaussés de Sainte-Thérèse sous le nom de Maximilien de Sainte-Marie Madeleine. 
Il se distingua par l'étendue de son savoir et la pureté de ses mœurs.

## Sources
- Hovyne (Maximilien de), in "Biographie nationale de Belgique", Académie royale de Belgique
- Ferdinand François Joseph Lecouvet-Garin, Hannonia poetica ou Les poètes latins du Hainaut, Casterman, 1859